# 琵琶博之
琵琶 博之（びわ ひろゆき、1972年（昭和47年）-　）は元蘭越町議会議員。無所属。大阪府東大阪市出身。

## 経歴
太成高等学校、同志社大学法学部法律学科卒業。日本電信電話株式会社を退職後、ネットビジネス会社経営を経て2010年に北海道蘭越町に移住。新婚旅行で訪れたスイスの風景に憧れ、ニセコ・ヒラフが最も近いと感じたことによる。2011年4月に蘭越町議会議員選挙に立候補。移住半年、選挙活動は主にネットで行い選挙費用は約2000円という破格のものであったが、定数10人に対し10人しか立候補者がいなかったために初当選。現職町議会議員のまま大阪維新の会の維新政治塾に通い、2013年に北海道維新の会を設立する。
2015年、選挙に出馬せず1期4年で引退をする。その後は東大阪市でNPOを運営。